# Kópur
Kópur är en bergstopp i republiken Island. Den ligger i regionen Västfjordarna, 210 km nordväst om huvudstaden Reykjavík. Toppen på Kópur är 458 meter över havet, eller 96 meter över den omgivande terrängen. Bredden vid basen är 1,1 km.
Trakten runt Kópur är nära nog obefolkad, med mindre än två invånare per kvadratkilometer. Det finns inga samhällen i närheten. Trakten runt Kópur består i huvudsak av gräsmarker.